# Tricholoma

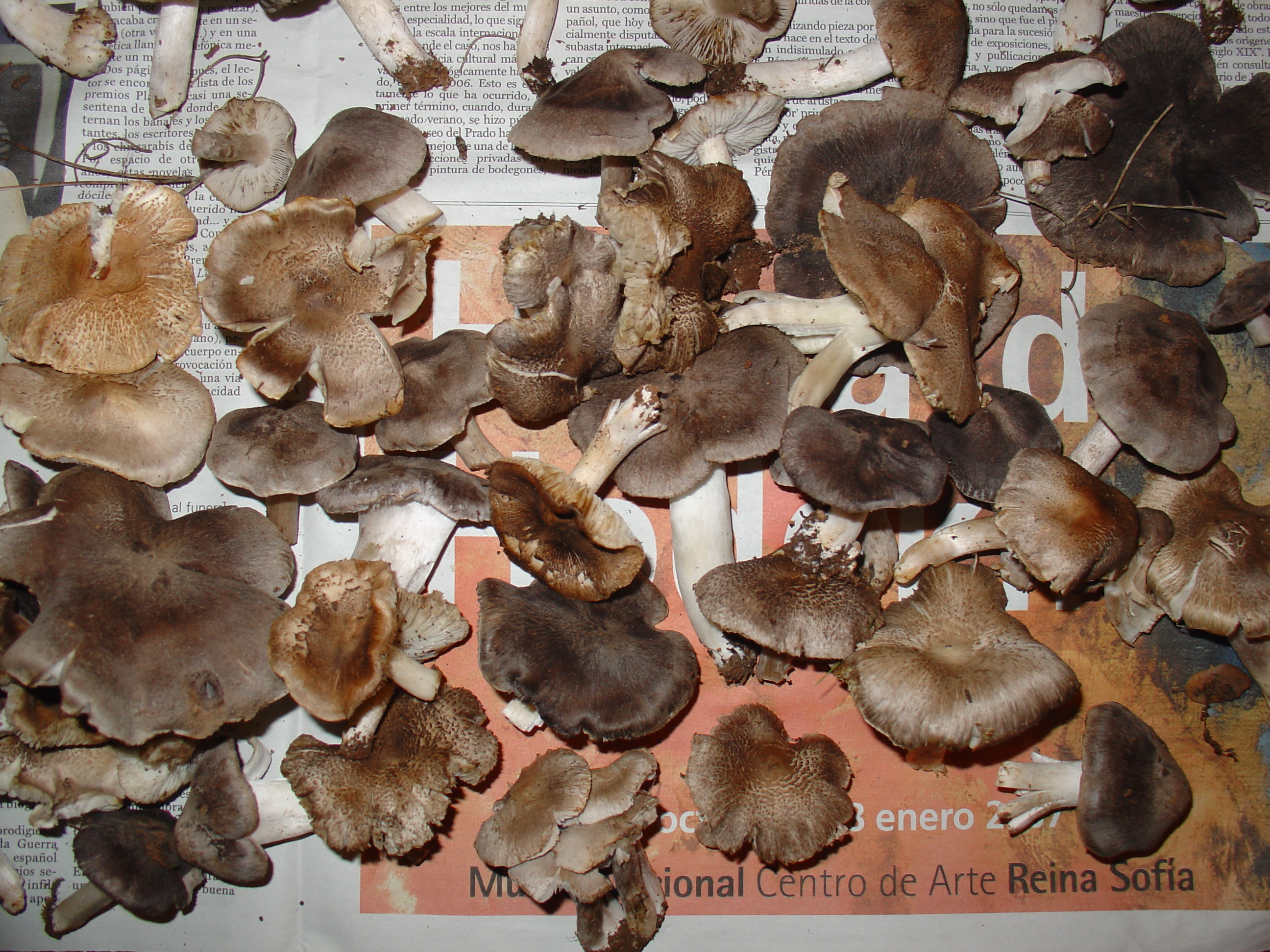
Tricholoma scalpturatum

Tricholoma (Fr.) Staude, 1857 è un genere di funghi basidiomiceti. Vi appartengono specie prevalentemente di taglia medio/grande oltre ad alcune di taglia relativamente piccola.

## Caratteristiche del genereTricholoma
Cappello 
Carnoso di taglia media o grande e portamento tozzo.
 Lamelle 
Si uniscono al gambo con un dente di colore bianco o chiaro.
 Gambo 
Fibroso, robusto, non ben separabile dal cappello.
 Spore 
Bianche in massa.
- Basidi: non provvisti di granuli che si colorano di rosso se posti in soluzione bollente di carminio acetico (non carminiofili).

## Commestibilità delle specie
Non significativa.

Qui di seguito si riporta la commestibilità di alcune specie del genere.
- T. portentosum: ottima
- T. terreum e T. scalpturatum: buona.
- T. imbricatum e T.acerbum: discreta.
- T. saponaceum: non commestibile.
- T. sulphureum: sospetto
- T. pardinum: velenoso
- T. equestre: velenoso, potenzialmente mortale

## Etimologia
Dal greco thrìx, trikhós = pelo e lôma = orlo, con l'orlo peloso.

## Tassonomia
La specie tipo è Tricholoma equestre (L.) P. Kumm. 1871; altre specie incluse sono:
| - Tricholoma acerbum (Bull. : Fr.) Quél. - Tricholoma acre Peck, Bull. - Tricholoma aestuans (Fr.) Gill. - Tricholoma aggregatum (Schaeff.) Cost. & Dufour - Tricholoma albellum (Fr.) Quél - Tricholoma albobrunneum (Pers.:Fr.) Kumm. - Tricholoma albonitens (Fr.) Karst., Hyalinweisser T. - Tricholoma album (Schaeff.:Fr.) Kummer - Tricholoma apium Schäff. - Tricholoma arvernense Bon - Tricholoma atrosquamosum (Chev.) Sacc. - Tricholoma aurantium (Schaeff. : Fr.) Rick. - Tricholoma auratum (Fr.) Gill. ss. Bon - Tricholoma bicolor Murrill - Tricholoma bresadolianum Clémençon - Tricholoma bufonium (Pers. : Fr.) Gill. - Tricholoma caeruleum e.g. Lloyd - Tricholoma caligatum (Viv.) Ricken - Tricholoma carneolus Fr. - Tricholoma cingulatum (Almfelt ex Fr. : Fr) Jacob - Tricholoma cnista - Tricholoma colossus (Fr.) Quél. - Tricholoma columbetta (Fr.) P. Kumm. - Tricholoma commutatum Hruby n. sp., in herb. - Tricholoma compactum (Fr.) Karst - Tricholoma conglomerata Dr. Karl Keissler, in herb. - Tricholoma coryphaeum (Fr.) Gillet - Tricholoma dulciolens Kytövuori, T. - Tricholoma favillare (Fr.) Karst - Tricholoma flavum Romell, in herb. - Tricholoma focale (Fr.) Rick - Tricholoma fracticum (Britz.) Kreisel - Tricholoma frondosum Kalamees, in herb. - Tricholoma fucatum (Fr.) Kumm. - Tricholoma fulvum (DC. : Fr.) Sacc. - Tricholoma gausapatum (Fr.) Quél. - Tricholoma glutinosum Bull. - Tricholoma goniospermum Bres. - Tricholoma griseum Dennis - Tricholoma guldenii M. Christensen - Tricholoma helviodor Pilát & Svrcek - Tricholoma imbricatum (Fr.) P. Kumm. - Tricholoma impolitum (Lasch) Ricken, Salziger R. - Tricholoma inamoenum (Fr.:Fr.) Gill. - Tricholoma inodermeum (Fr.) Gill - Tricholoma joachimii M. Bon & A. Riva - Tricholoma lascivum (Fr.) Gill. - Tricholoma lasidalum H. Stelin | - Tricholoma malluvium (Batt. ex Fr.) Sacc. - Tricholoma matsutake (S. Ito & Imai) Sing - Tricholoma miculatum (Fr.) Gill. - Tricholoma nauseosum (Blytt.) Kytövuori - Tricholoma nictitans (Fr.) Gill - Tricholoma obscuratum ad int. Karst. - Tricholoma orirubens Quél. - Tricholoma pardinum (Pers.) Quél. (= Tricholoma tigrinum) - Tricholoma patulum Fr. - Tricholoma persicinum (Fr.) Quél. - Tricholoma pessundatum (Fr.) Quél. non ss. Lange - Tricholoma populinum Lange - Tricholoma portentosum (Fr.) Quél. - Tricholoma pravum Fr. - Tricholoma psammopus (Kalchbr.) Quél. - Tricholoma pubescens H. von Post, in herb. - Tricholoma purpurascens H. von Post, in herb. - Tricholoma pusillus H. von Post, in herb. - Tricholoma pygmaeus H. von Post, in herb. - Tricholoma quinquepartitum Fr. - Tricholoma ramentaceum (Bull. ex Fr.) Ricken - Tricholoma raphanicum Karst. - Tricholoma recurvum H. von Post, in herb. - Tricholoma resplendens (Fr.) Quél. - Tricholoma robustum (Alb. & Schw. : Fr.) Rick. - Tricholoma rotundata H. von Post, in herb. - Tricholoma saevum Gillet - Tricholoma salero (Barla) Sacc. - Tricholoma saponaceum (Fr. : Fr.) Kumm. - Tricholoma scalpturatum (Fr.) Quél - Tricholoma sciodes (Pers.) Martin - Tricholoma sejunctum var. viridilutescens (Moser) M.Chrisensen - Tricholoma squamulosum Fries, in herb. - Tricholoma squarrulosum Bres. - Tricholoma stans (Fr.) Sacc. - Tricholoma stiparophyllum Fr. et Lund - Tricholoma stygium Romell, in herb. - Tricholoma subirinum Romell, in herb. - Tricholoma sudum (Fr.) Quél. - Tricholoma sulphureum (Bull.) P. Kumm. - Tricholoma terreum (Schaeff.) Quél. (= Tricholoma myomyces (Pers. : Fr.) Lange) - Tricholoma transmutans Pk. - Tricholoma triste (Scop.) Quél. - Tricholoma urbicum Ferrarese & Zaffalon - Tricholoma ustale (Fr.: Fr.) Kumm. - Tricholoma ustaloides Romagn. - Tricholoma vaccinum (Schaeff. : Fr) Kumm. - Tricholoma variegatus Fr. - Tricholoma velutinus T ? - Tricholoma virgatum (Fr. : Fr.) Kumm. |

## Galleria d'immagini

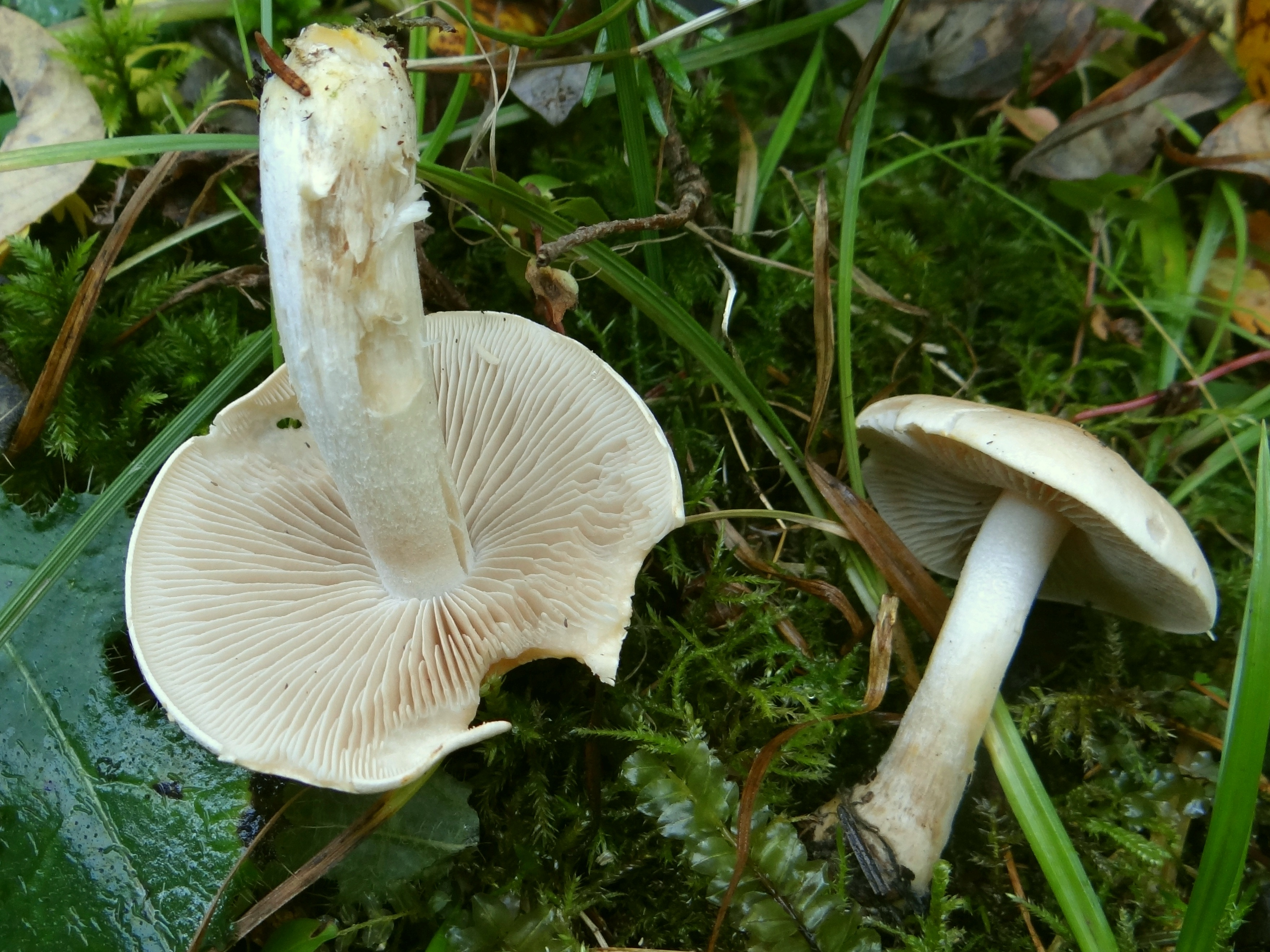
T. album
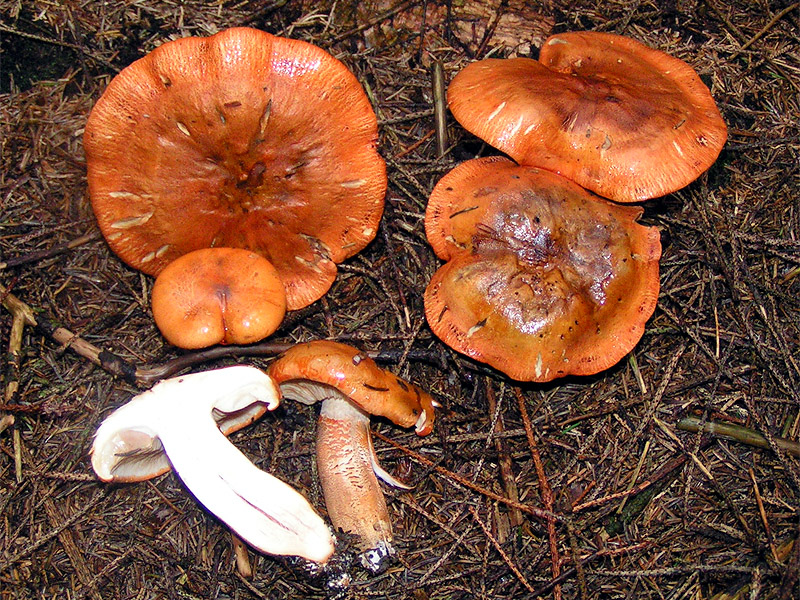
T. aurantium
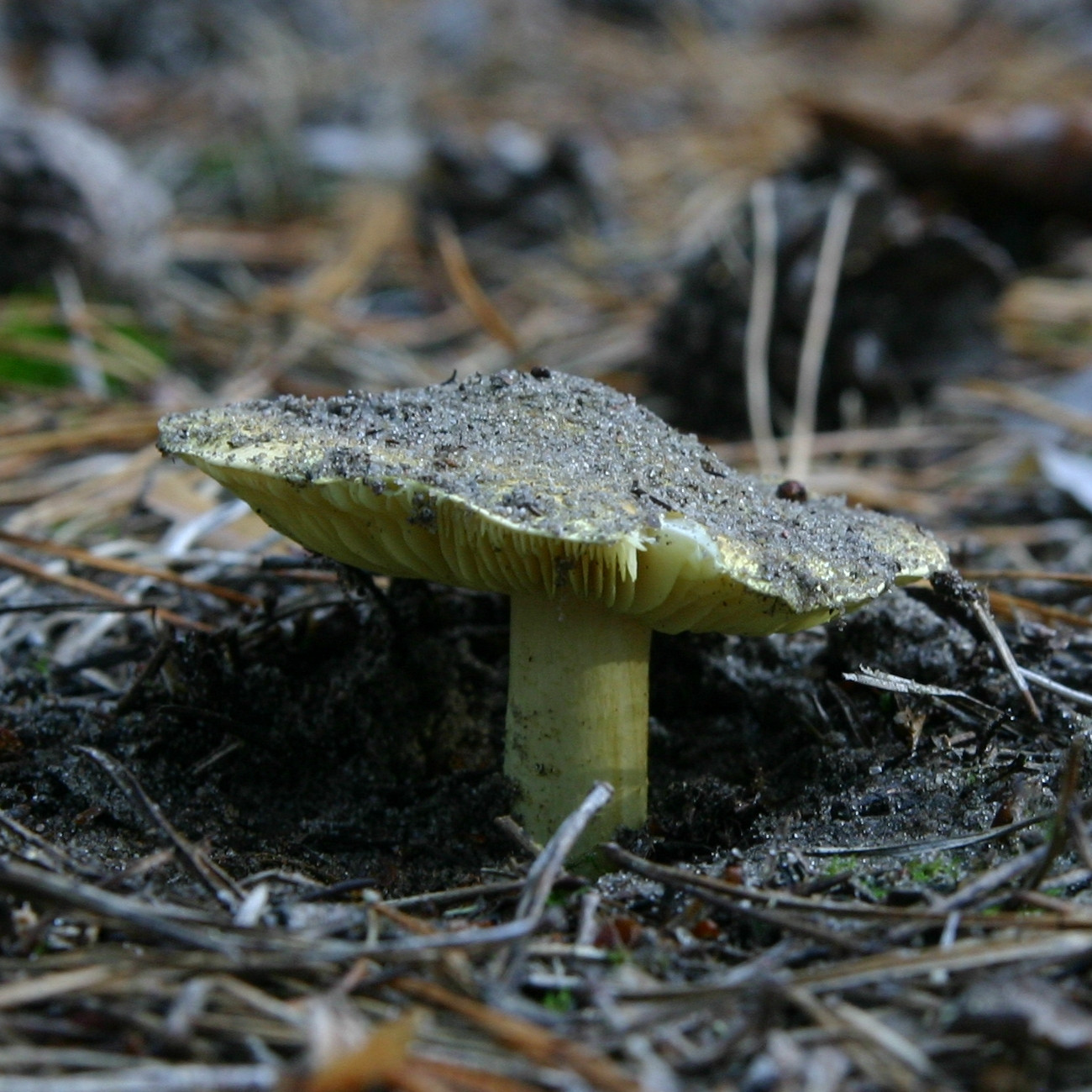
T. equestre
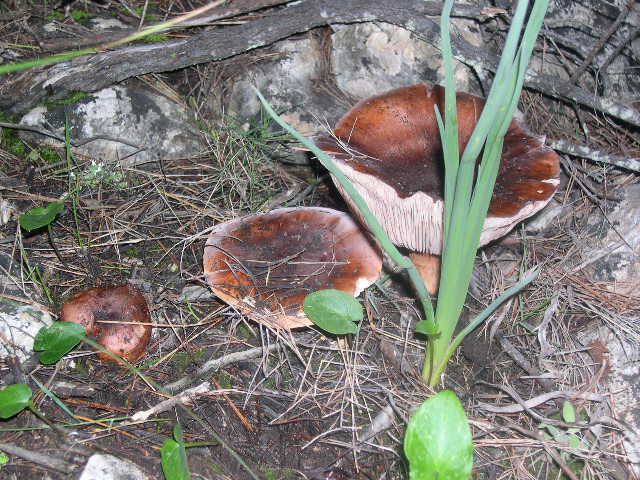
T. fracticum
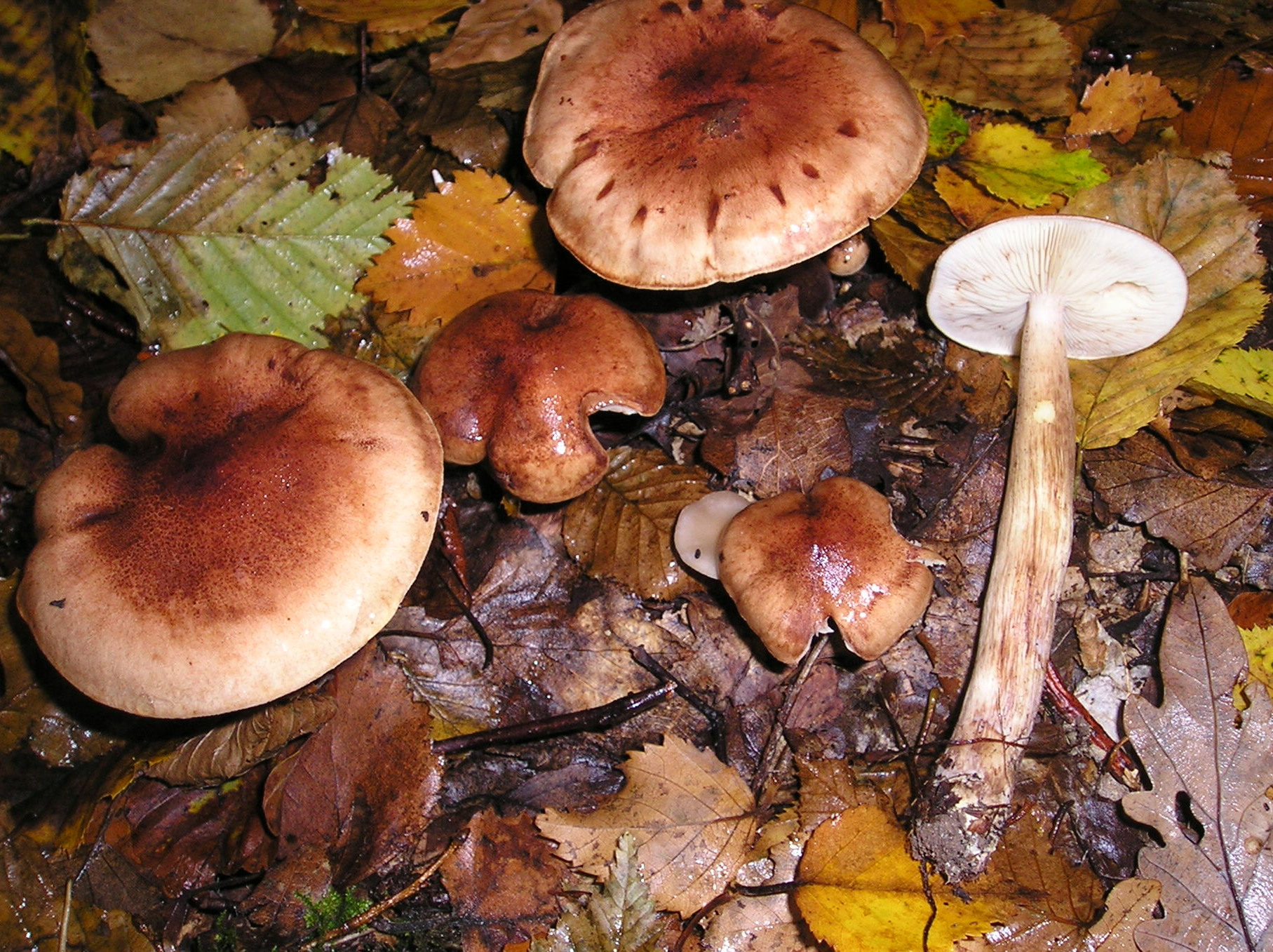
T. fulvum
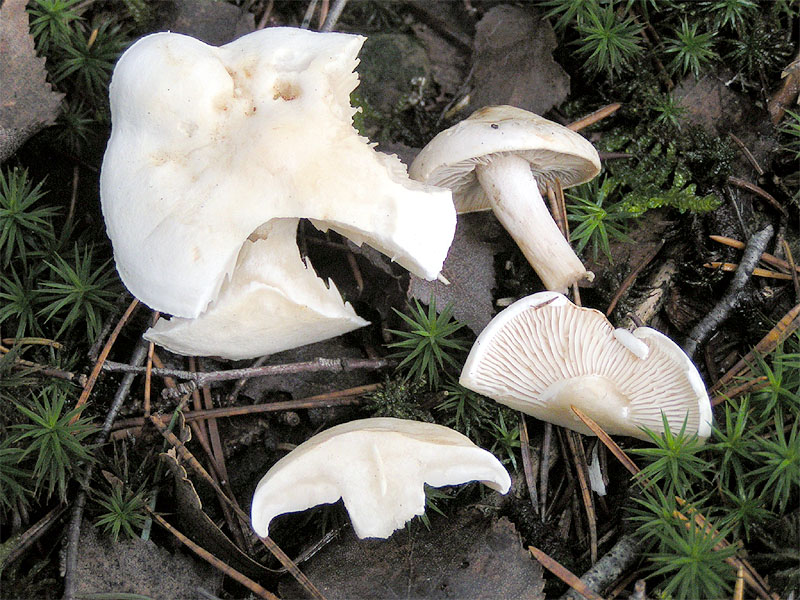
T. lascivum
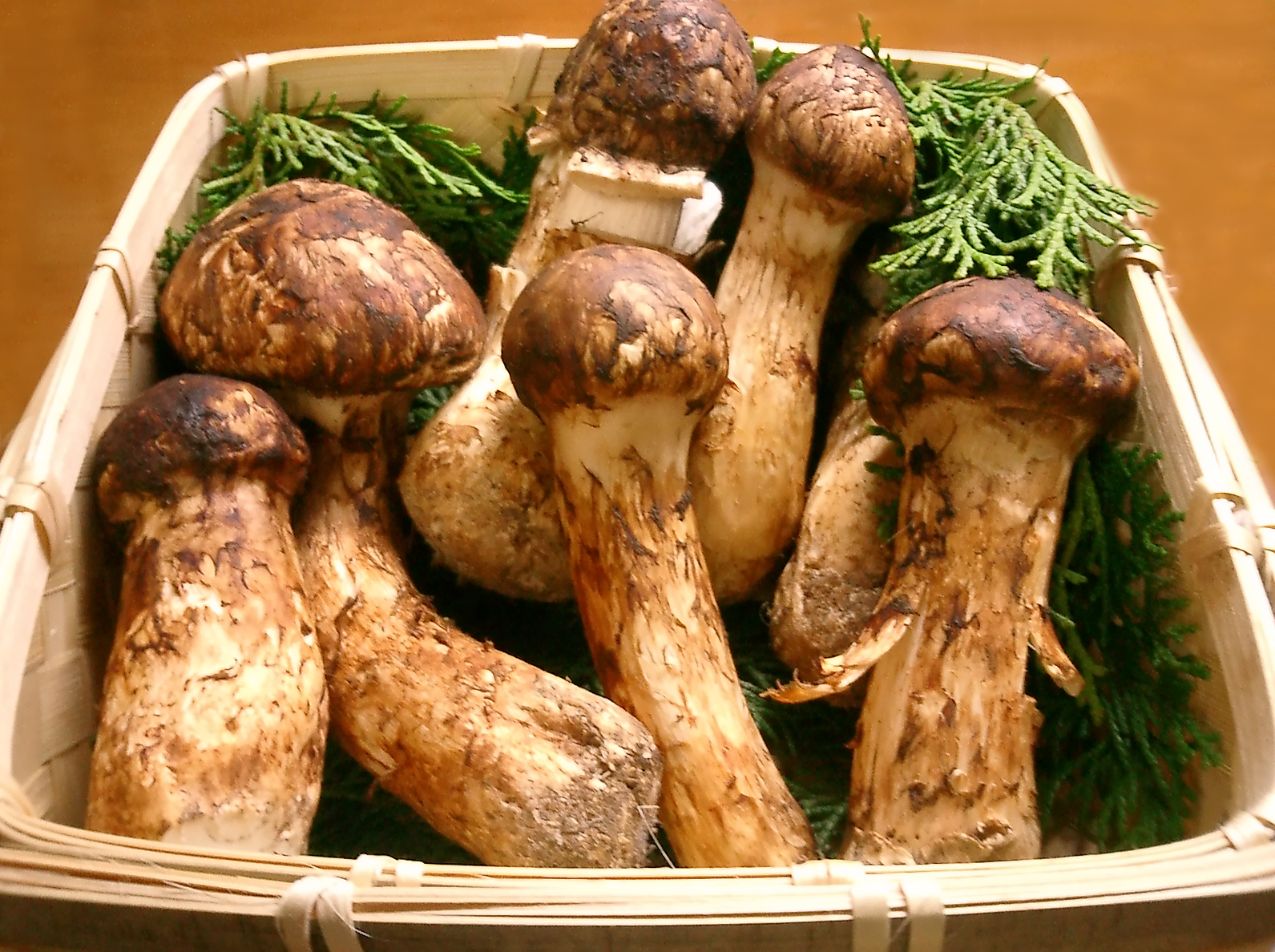
T. matsutake = Tricholoma caligatum var. Nauseosum
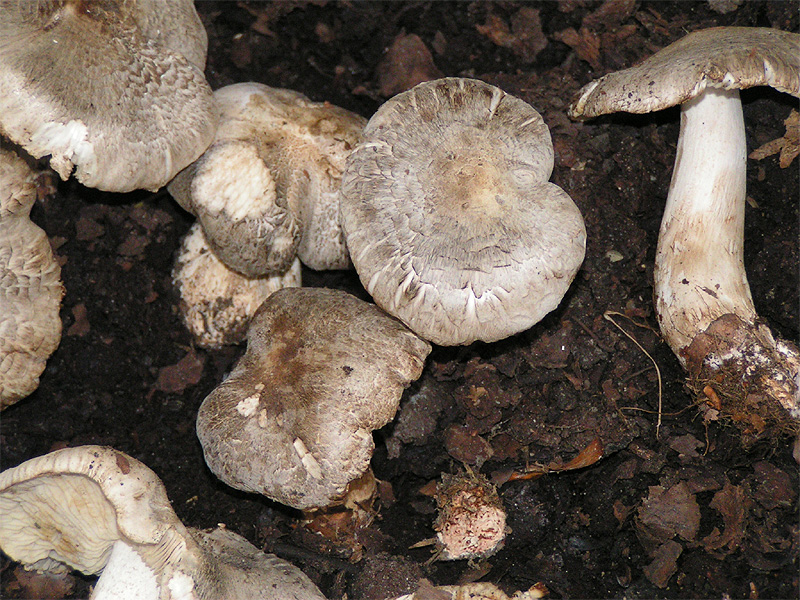
T. pardinum
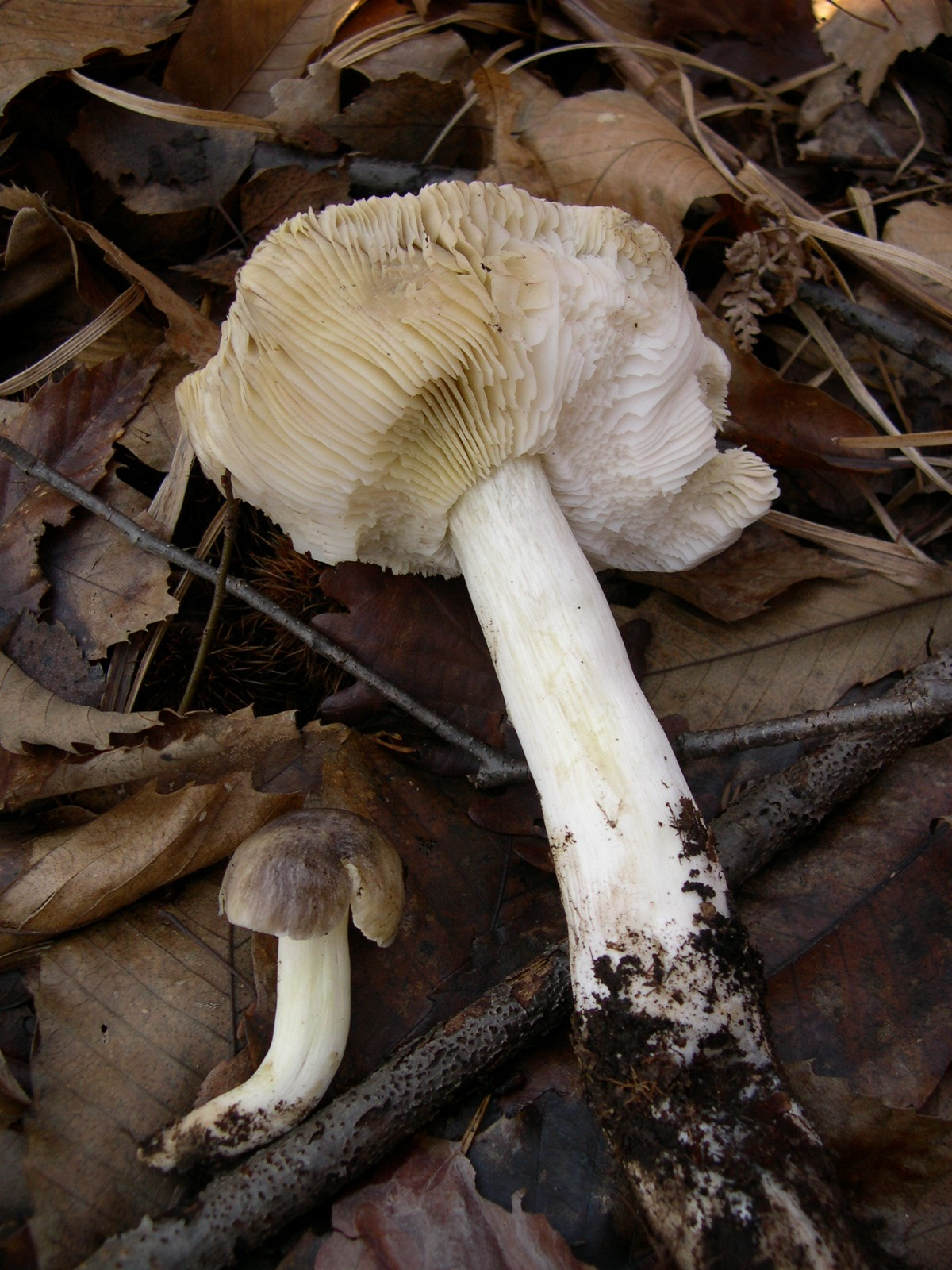
T. portentosum
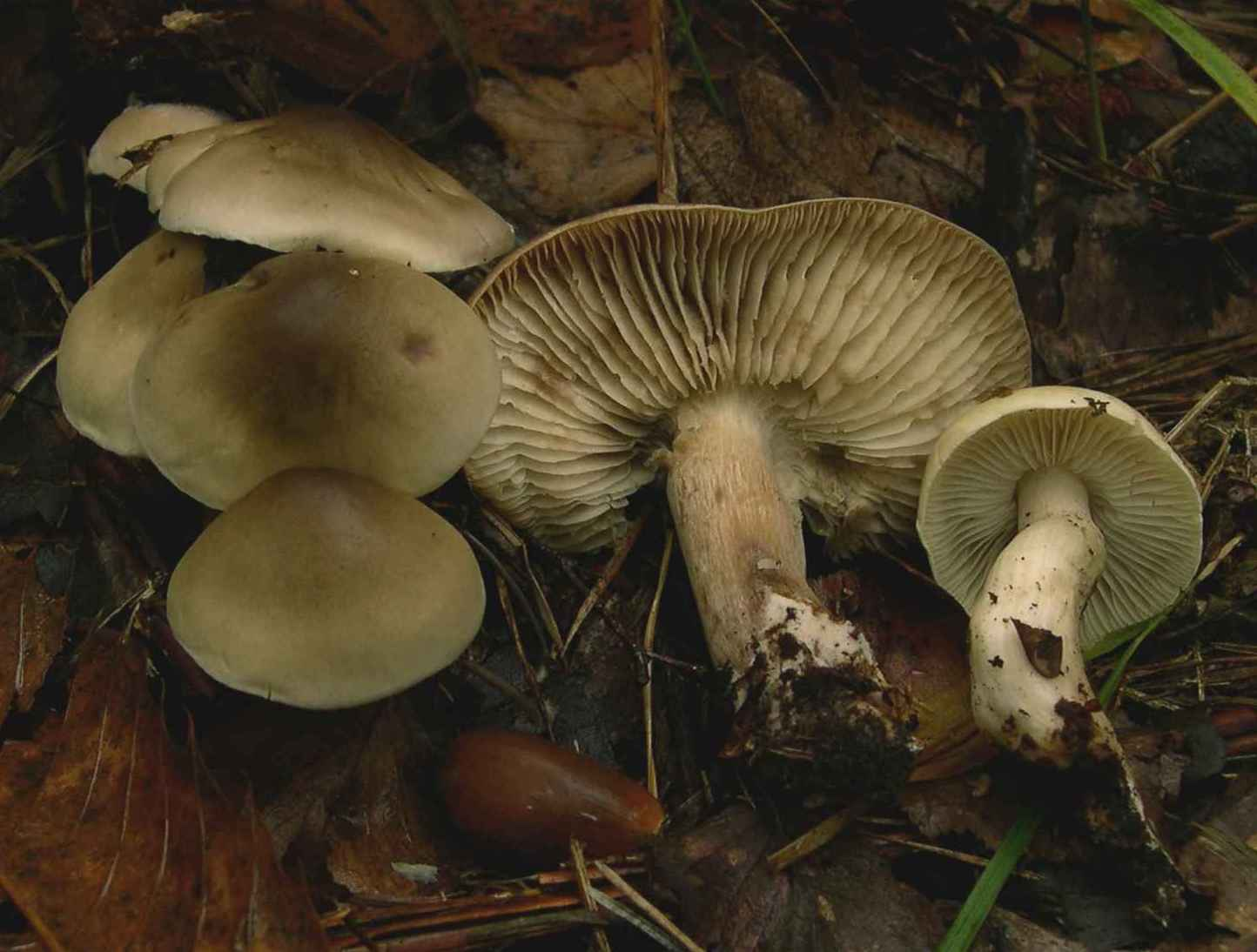
Tricholoma saponaceum
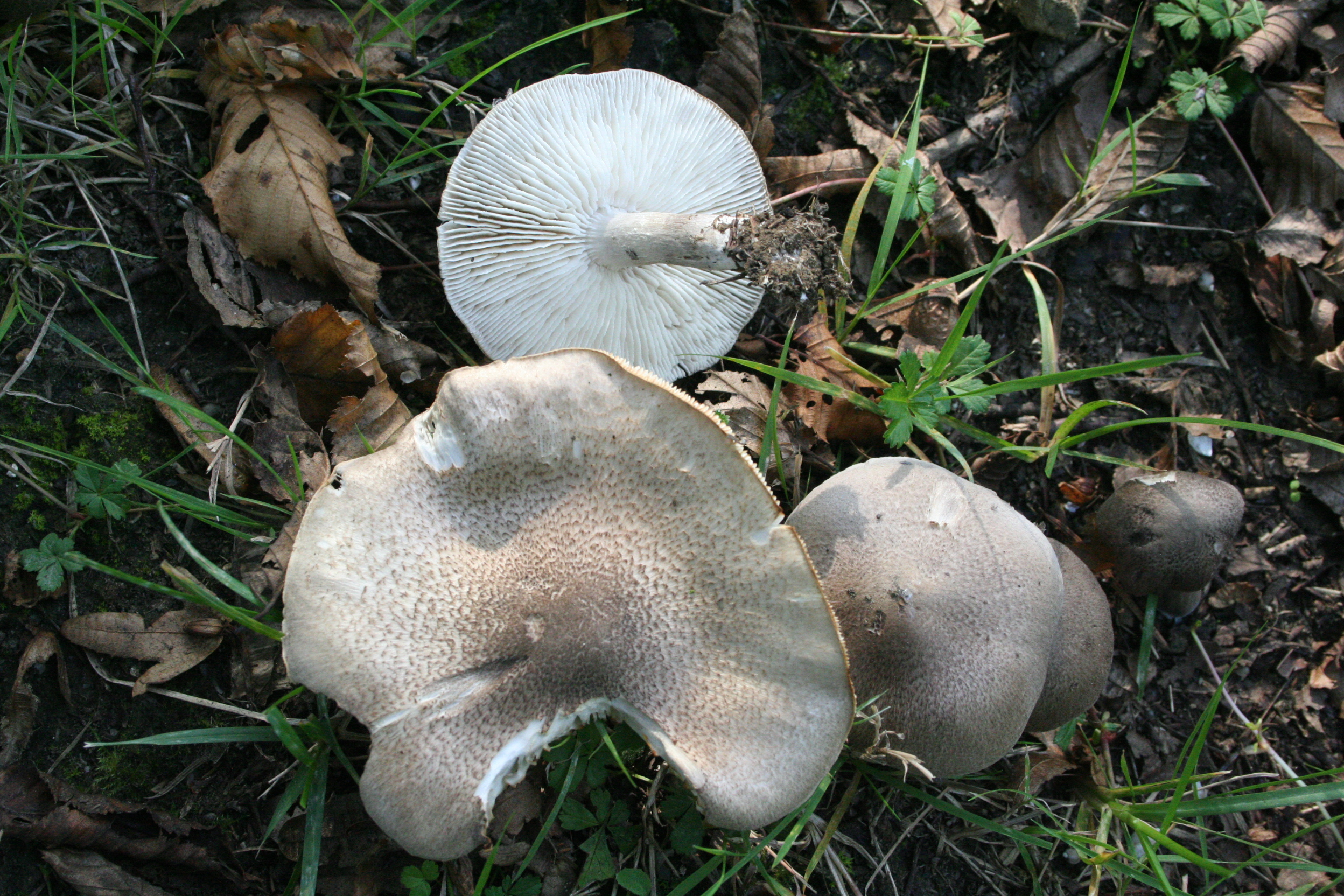
T. scalpturatum
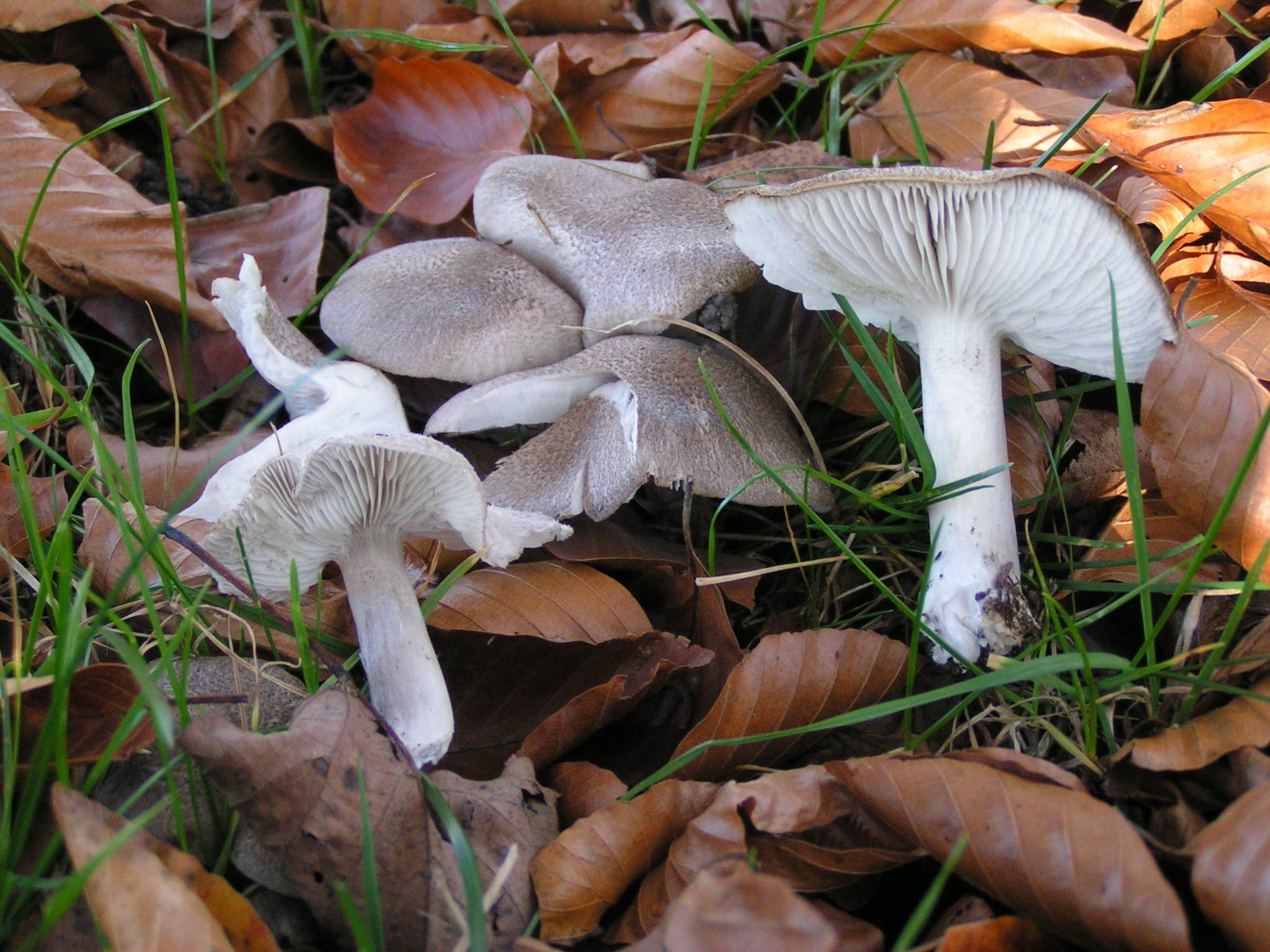
T. terreum